# Simfonia núm. 1 (Rakhmàninov)

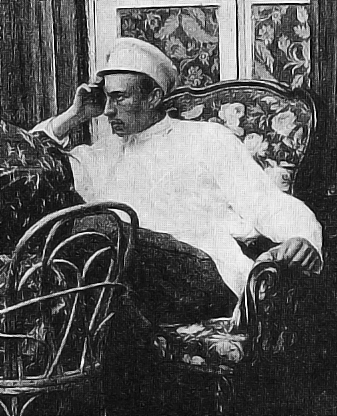
Fotografia de Serguei Rakhmàninov l'any 1897.

La Simfonia núm. 1 en re menor, op. 13, de Serguei Rakhmàninov va ser composta entre 1893 i 1895.

## Resposta de la crítica contemporània
La simfonia va ser estrenada el 5 de març de 1897 a Sant Petersburg sota la direcció d'Aleksandr Glazunov, quan Rakhmàninov estava a punt de complir els 24 anys. Aquesta primera interpretació va ser un complet fracàs; el mateix Rakhmàninov va patir un atac d'angoixa abans que concloguera la interpretació. S'ha suggerit que el director, Glazunov, podia estar borratxo.
L'obra va ser condemnada pels crítics, entre ells César Cui, qui va dir que «si existira un conservatori en l'infern, i si un dels més talentosos estudiants haguera compost una simfonia basada en la història de les deu plagues d'Egipte, que resultara una obra similar a la de Rakhmàninov, hauria triomfat en la seua tasca i haguera encisat els habitants de l'infern.»
El fracàs va deixar Rakhmàninov completament enfonsat, i va ser incapaç de tornar a compondre fins a l'any 1899, quan els seus familiars i amics el van convèncer de seguir una teràpia hipnòtica amb el doctor Nikolai Dahl. El famós producte d'aquestes sessions terapèutiques va ser l'immensament popular Concert per a piano núm. 2, estrenat l'any 1900.

## La segona vida de la simfonia
La simfonia va ser oblidada després del seu fracàs l'any 1897, i el mateix Rakhmàninov va trencar la partitura. No obstant això, poc després de la mort del compositor, l'any 1944, van ser descobertes les parts instrumentals, i un grup d'estudiosos sota la direcció del prominent director rus Aleksandr Gauk va reconstruir la partitura completa. La «segona estrena» de la simfonia va ser dirigida pel mateix Aleksandr Gauk al Conservatori de Moscou el 17 d'octubre de 1945, i va ser un gran èxit. Aquest fet va portar a una nova i entusiàstica acollida de la música de Rakhmàninov a Rússia. Als Estats Units, país d'adopció de Rakhmàninov, es va estrenar l'any 1948, dirigida per Eugene Ormandy.
Actualment és considerada una de les millors obres de Rakhmàninov; està plena d'un estusiasme jovenívol, cautivadores melodies i mostra l'inici de la seua obsessió pels càntics ortodoxos russos, l'ús de campanes i una orquestració wagneriana que inclou una extensa secció de metall, un gong i una pandereta. També cal destacar la presència del tema del dies irae, un motiu que citarà en moltes de les seues darreres obres. La partitura porta la inscripció bíblica «La venjança és meua».
Rakhmàninov cita el primer tema del primer moviment en les seues Danses simfòniques, compostes l'any 1940 en circumstàncies molt més tranquil·les, amb una orquestració exuberant i serena. La simfonia no va ser publicada ni escoltada durant uns cinquanta anys, i és molt improbable que ningú fora del cercle més immediat del compositor s'adonara d'aquesta referència. La cita pot ser vista també com una reconciliació de Rakhmàninov amb la seua obra fracassada.

## Instrumentació
La simfonia està orquestrada per a 2 flautes, 2 oboès, 2 clarinets, 2 fagots, 4 trompes, 2 trompetes, 3 trombons, tuba, timbals, percussió i instruments de corda.

## Moviments
La simfonia s'estructura en quatre moviments:
1. Grave -- allegro non troppo en re menor
2. Allegro animato en fa major
3. Larghetto en si bemoll major
4. Allegro con fuoco en re major